# Arnaud-Dominique Houte
Arnaud-Dominique Houte, né le 30 juin 1977 à Linselles, est un historien français, spécialiste d'histoire de la France au XIXe siècle et d'histoire de la Gendarmerie nationale française.

## Biographie
Ancien élève de l'École normale supérieure de Fontenay-Saint-Cloud (1997 L), Arnaud-Dominique Houte est agrégé d'histoire en 2000, puis docteur en histoire de l'université Paris-Sorbonne en 2006, avec une thèse présentée sous la direction de Jean-Noël Luc. 
En 2017, il est habilité à diriger des recherches (université Panthéon-Sorbonne) avec pour garant Dominique Kalifa, et un dossier intitulé Propriété défendue. La société française à l’épreuve du vol, XIXe-XXe siècles. 
Depuis le 1er septembre 2018, il est professeur d'histoire contemporaine à Sorbonne Université, à Paris, où il succède à Jean-Noël Luc. Membre du Centre d'Histoire du XIXe siècle, il y travaille notamment sur les questions de sécurité dans la société française contemporaine.
Ses principaux domaines de prédilections sont l'histoire sociale et culturelle de la France du XIXe siècle et du XXe siècle, l'histoire de la gendarmerie, des polices ainsi que l'histoire du vol et des voleurs.
En 2021, il remporte le prix du Sénat du livre d'histoire pour Propriété défendue : La société française à l'épreuve du vol, XIXe – XXe siècles (Gallimard).

## Publications
- Gendarmes et gendarmerie dans le département du Nord (1814-1852), Paris, Phénix Éditions – Service Historique de la Gendarmerie nationale, 2000, 243 p. Prix d'histoire militaire 2000 du CEHD  (ISBN 978-2745804211).
- Le Métier de gendarme au XIXe siècle, Rennes, Presses universitaires de Rennes, 2010, 319 p.  (ISBN 978-2753509887).
- Louis-Napoléon Bonaparte et le coup d’État du 2 décembre 1851, Paris, Larousse, 2011, 255 p. Compte-rendu : L'Histoire, mai 2011.  (ISBN 978-2035845917).
- La France sous la IIIe : la République à l'épreuve, Paris, La Documentation française, 2014, 64 p. Réédité dans Aux origines de la République (1789-1914), Paris, La Documentation Française, collection Doc' en Poche, 2018.
- Histoire de la France contemporaine, t. 4 : Le triomphe de la République, 1871-1914, Paris, Éditions du Seuil, coll. « L'Univers historique », 2014, 461 p. (ISBN 978-2-02-100102-0, présentation en ligne), [présentation en ligne]. Réédition : Histoire de la France contemporaine, t. 4 : Le triomphe de la République, 1871-1914, Paris, Points, coll. « Points. Histoire » (no H535), 2018, 461 p., poche (ISBN 978-2-7578-7047-1).
- en collaboration avec Jean-Noël Luc, Les Gendarmeries dans le monde de la Révolution Française à nos jours, Paris, Presses de l'Université de Paris-Sorbonne, 2016, 414 p. Compte-rendu : La vie des idées, décembre 2016 ; L'Histoire, décembre 2016 ; Vingtième Siècle, 2017-2 ; Histoire, économie, société, 2017-4.
- Vincent Milliot (dir.), Emmanuel Blanchard, Vincent Denis et Arnaud-Dominique Houte, Histoire des polices en France : des guerres de religion à nos jours, Paris, Belin, coll. « Références », 2020, 584 p. (ISBN 978-2-410-01143-2, présentation en ligne).
- Propriété défendue : La société française à l'épreuve du vol, XIXe – XXe siècles, Gallimard, 2021, 400 p.  (ISBN 978-2072880667) - Prix du Sénat du livre d'histoire 2021.
- Les Peurs de la Belle Époque : crimes, attentats, catastrophes et autres périls, Paris, Tallandier, 2022, 330 p. (ISBN 979-10-210-5170-6, présentation en ligne).
- Arnaud-Dominique Houte, Citoyens policiers : Une autre histoire de la sécurité publique en France, de la garde nationale aux voisins vigilants, Paris, La Découverte, 2024, 352 p. (ISBN 978-2348065538)[6].

### Direction d'ouvrages
- avec Éric Fournier (dir.), À bas l'armée ! L'antimilitarisme en France du XIXe siècle à nos jours, éditions de la Sorbonne, 2023.
- Arnaud-Dominique Houte (dir.), Les belles époques de Dominique Kalifa : Retour sur une œuvre d'historien, Paris, Éditions de la Sorbonne, coll. « Histoire de la France aux XIXe – XXe siècles », 2024 (ISBN 979-10-351-0902-8, présentation en ligne).